# Гимн Республики Сербской
Моя Республика (серб. Моја Република, босн. и хорв. Moja Republika) — это национальный гимн Республики Сербской в составе Боснии и Герцеговины. 16 июля 2008 года он заменил инструментальную версию гимна Боже Правде, который был объявлен неконституционным в 2006 году, согласно решению Конституционного суда Боснии и Герцеговины.
Автор музыки и текста гимна — Младен Матович.

## Текст
| Тамо гдје најљепша се зора буди Часни и поносни живе добри људи Тамо гдје се рађа нашег сунца сјај Горд и (Стамен) пркосан је мој завичај За њега сви се сад помолимо Другу земљу ми немамо У срцу мом само је један дом У срцу велика моја република У срцу мом најљепша звијезда сја Моја република, Република Српска Тамо гдје су наши преци давни Име уписали у сваки корак славни Тамо гдје се рађа нашег сунца сјај Горд и (Стамен) пркосан је мој завичај За њега сви се сад помолимо Другу земљу ми немамо У срцу мом само је један дом У срцу велика моја република У срцу мом најљепша звијезда сја Моја република, Република Српска | Tamo gdje najljepša se zora budi Časni i ponosni žive dobri ljudi Tamo gdje se rađa našeg sunca sjaj Gord i (Stamen), prkosan je moj zavičaj Za njega svi se sad pomolimo Drugu zemlju mi nemamo U srcu mom samo je jedan dom U srcu velika moja republika U srcu mom najljepša zvijezda sja Moja republika, Republika Srpska Tamo gdje su naši preci davni Ime upisali u svaki korak slavni Tamo gdje se rađa našeg sunca sjaj Gord i (Stamen) prkosan je moj zavičaj Za njega svi se sad pomolimo Drugu zemlju mi nemamo U srcu mom samo je jedan dom U srcu velika moja republika U srcu mom najljepša zvijezda sja Moja republika, Republika Srpska | Там, где просыпается красивейший рассвет, Честные, гордые и добрые люди живут. Там, где рождается сияние нашего солнца — Мой гордый и грозный дом. За него давайте же все сейчас помолимся, Другой земли мы не имеем. В моём сердце есть только один дом, В сердце есть моя великая республика, В сердце моём прекраснейшая звезда сияет — Моя республика, Республика Сербская Там, где наши давние предки Имена написали на каждом великом шагу. Там, где рождается сияние нашего солнца — Мой гордый и грозный дом. За него давайте же все сейчас помолимся, Другой земли мы не имеем. В моём сердце есть только один дом, В сердце есть моя великая республика, В сердце моём прекраснейшая звезда сияет — Моя республика, Республика Сербская. |